# بنیدیکت (نبراسکا)
بنیدیکت(به انگلیسی: Benedict) شهری در ایالت نبراسکا کشور ایالات متحده آمریکا است که جمعیت آن در سرشماری سال ۲۰۱۰ میلادی، ۲۳۴ نفر بوده‌است.